# Bhakta
A bhakta szanszkrit szó, amely többnyire hívőt jelent. A bhakta a hinduizmusban az, aki a bhakti-jógát – a Legfelsőbbnek (Krisna, Visnu) végzett szeretetteljes odaadás útját – követi és ezáltal szeretne kapcsolódni Istenéhez.
Míg a karma-jóga a testet és a gjána-jóga az elmét helyezi a cselekvés középpontjába, addig az e kettő magában foglaló bhakti-jóga a szív tetteire épít. A vaisnava szentírások szerint ha valaki bhakta életet él, bizonyos lehet abban, hogy előző életében már mindent elért, amit a jóga többi válfajával elérhetett.

## Definíciók
- A legnagyvonalúbb definíció szerint ahhoz, hogy valaki bhakta legyen, még a Legfelsőbbel való kapcsolatról sem kell tudnia. Mivel minden élőlény – puszta léte okán – Isten szerves része, minden élőlény bhaktának tekinthető. A vaisnava szentírások kijelentik, hogy minden élő lélek Krisna szolgája. E szerint a meghatározás szerint minden élőlény – ember, növény, állat – bhakta.
- A bhakta közkeletűbb meghatározását a Csaitanja-csaritámrita adja, ahol Csaitanja maga jelenti ki: Bárki, aki nagyra becsüli az Úr szent nevének éneklését, bhaktának tekintendő. Tehát már a pozitív hozzáállás is elegendő. Más vallások követői is bhakták: olyan mértékben, amilyen mértékben képviselik tradíciójuk lényegét és méltányolják Isten dicsőítését.

### A tiszta bhakta
- A szó legigazibb értelmezésében bhakta az, aki tiszta bhakta. Tiszta bhakta az a hívő, akinek a spontán istenszeretet felébredt a szívében. Amíg ez nem történik meg, bhakta csupán kötelességtudatból követi a bhakti folyamatát, és könnyen lehet, hogy az igazi szeretetteljes szolgálattól, ami a valódi bhakti védjegye, még igen messze van. A vaisnavák alapján amikor valaki egy tiszta bhaktával találkozik, általa Istennel (Krisna, Visnu) kerül kapcsolatba.

Akik nem bhakták, azok mind két lábon járó állatoknak számítanak - írja a Srímad Bhágavatam